# Mili Poljičak
Mili Poljičak, né le 13 juillet 2004, est un joueur de tennis croate.

## Carrière
Mili Poljičak fait ses débuts dans le tableau principal d'un tournoi ATP à l'Open de Croatie 2021 après avoir reçu une invitation dans le tableau principal du double. En partenariat avec Admir Kalender, la paire bat les deuxièmes têtes de série Pablo Cuevas et Fabrice Martin au premier tour en deux sets, puis perd au tour suivant face aux futurs champions Fernando Romboli et David Vega Hernández en trois sets.
Mili Poljičak atteint sa première finale en circuit Challenger à l'Open de Zagreb 2022, où il perd face à l'Autrichien Filip Misolic.
En 2022, en junior, il remporte le double garçons à Roland-Garros avec Edas Butvilas et le simple garçons au tournoi de Wimbledon,.